# 彭李街道
彭李街道是中国山东省滨州市滨城区下辖的一个街道。

## 行政区划
彭李街道下辖彭家居委会、于家居委会、王家居委会、西李居委会、张课居委会、二十里堡居委会、李南蒲居委会、菜刘居委会、卜家居委会、马家居委会、大河孙居委会、大河刘居委会、大河芦居委会、大河姚居委会、大河王居委会、新庄居委会、于家庙居委会、南石居委会、为民社区、安民社区、黄河社区、学苑社区、北海社区、府前社区、山柳杜村、山柳刘村、湾刘村。